# Филиппинцы в Израиле
Филиппинцы составляют одну из крупнейших групп иммигрантов в Израиле. В Израиле проживает почти 300 000 иностранных рабочих, из которых от 30 000 до 50 000 — филиппинцы. По некоторым данным, в Израиле проживает около 6000 филиппинцев-нелегалов.

## Демография

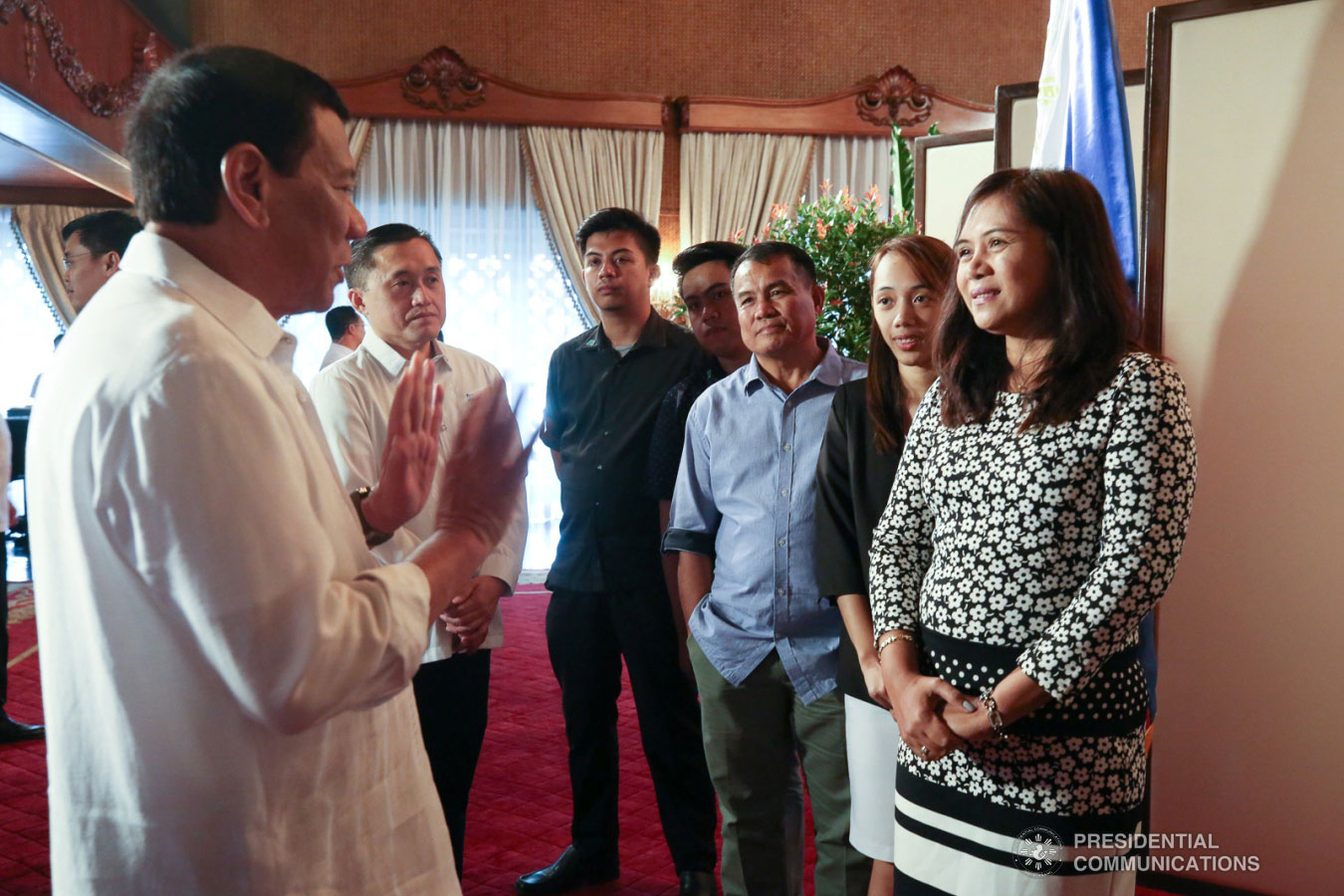
Лиспет Франсизо, опекун Бенцион Нетаньяху, с Родриго Роа Дутерте

Трудно найти достоверные данные о количестве филиппинцев в Израиле, поскольку помимо тех, кто находится в Израиле на законных основаниях с выданными правительством разрешениями на работу, многие находятся в стране нелегально. По оценкам посольства Филиппин в Израиле, около 29 000 филиппинцев легально работают и живут в Израиле, из них 23 000 работают сиделками. Большинство из них живут и работают в крупнейших городах Израиля, Тель-Авиве, Иерусалиме и Хайфе. Есть также значительное число филиппинцев, работающих в Беэр-Шеве, Нетании, Реховоте и Ришон-ле-Ционе, но живущих в Тель-Авиве, где они обычно проводят свои выходные.
Филиппинцы в Израиле работают в основном как лица, обеспечивающие уход за пожилыми людьми.
Недавние планы попытаться депортировать большое количество филиппинцев и других рабочих-иммигрантов из Израиля, которые находятся в стране нелегально, вызвали обеспокоенность среди филиппинцев. Многие дети филиппинских рабочих родились в Израиле и подвергаются депортации. В 2006 году около 900 филиппинских детей получили постоянное место жительства в Израиле, и этот статус был предоставлен их родителям и другим членам семьи после того, как дети закончили свою военную службу в Израильской армии.